# Кубок Старого союза
Кубок Старого союза (англ. Auld Alliance Trophy) — регбийный кубок, разыгрываемый ежегодно между сборными командами Франции и Шотландии в рамках Кубка шести наций. Трофей вручается с 2018 года, а его первым обладателем стали шотландцы.
Кубок посвящён памяти капитанов обеих сборных, которые погибли во время Первой мировой войны — Марселя Бургёна и Эрика Милроя, а также всех французских и шотландских игроков, погибших во время этого конфликта.

## Название

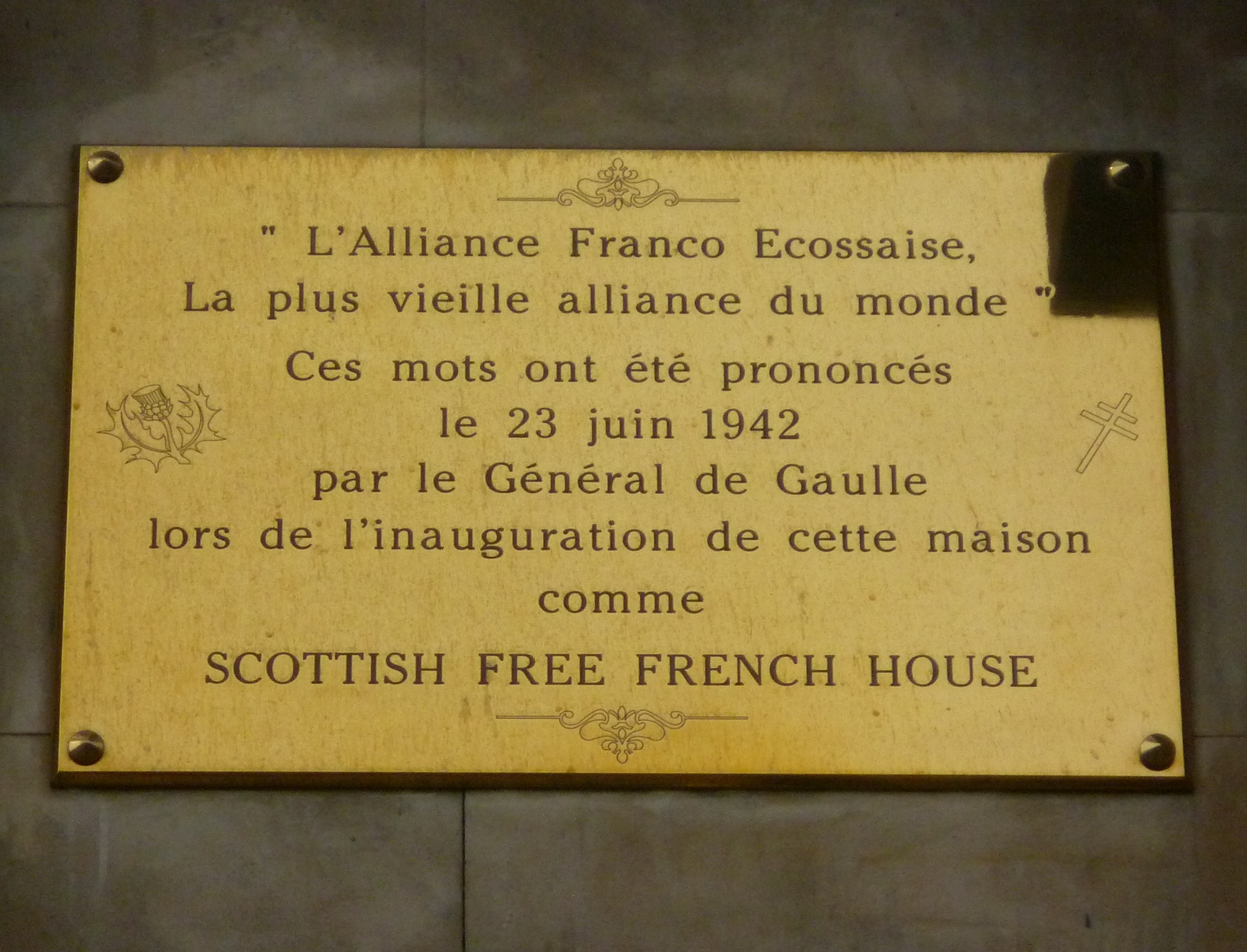
Надпись на памятной табличке в Эдинбурге гласит: «Союз Франции и Шотландии, старейший союз в мире». Эти слова сказаны генералом де Голлем 23 июня 1942 года, когда это здание стало Домом Сражающейся Франции».

Кубок назван в честь Старого союза — военно-политического альянса между французским и шотландским королевствами, заключённого в 1295 году. Хотя формально союз распался с подписанием англо-французского Эдинбургского договора в 1560 году, в  1942 году в своей речи Шарль де Голль назвал его старейшим в мире, а также заявил, что «За последние пять столетий в каждом сражении, когда на кону стояла судьба Франции, рядом с французами плечом к плечу всегда сражались шотландцы. И французы знают, что нет никакого другого народа, который был бы к ним так дружествен».

## Предыстория
Франция и Шотландия (в составе Соединённого королевства) приняли активное участие в Первой мировой войне и обе страны понесли в этом конфликте тяжёлые потери. На время войны проведение привычных регбийных соревнований было приостановлено, а многих спортсменов, в том числе и игроков сборных, призвали в действующую армию. Не исключением стали капитаны своих национальных команд Марсель Бургён и Эрик Милрой.
До начала войны Милрой работал бухгалтером, выступал за «Уотсонианс» на позиции скрам-хава. До начала войны провёл в регбийке сборной Шотландии 12 матчей, а также поучаствовал в турне «Британских львов» в Южную Африку в 1910 году. Погиб в бою 18 июля 2016 года во время Битвы на Сомме в звании лейтенанта пулемётного расчёта полка Чёрной стражи.
Бургён выступал за «Расинг 92» и «Кастр» на позиции центра. За сборную Франции сыграл 11 матчей. Старший брат Марселя погиб в 1914 году в самом начале войны, после чего регбист ушёл в армию, где стал артиллерийским наблюдателем, а позже — лётчиком. 2 сентября 2016 года его Nieuport 17 был сбит в небе над Оберивом, департамент Марна.
Всего же на полях сражений Первой мировой войны погибло 22 французских и 30 шотландских регбистов, выступавших ранее за свои сборные.

## Трофей
Идея создания специального трофея, посвящённого памяти регбистов, погибших во время Первой мировой войны, принадлежит Патрику Кобло, игроку «Амьена» и правнучатому племянника Милроя Дэвиду Андерсону. В 2017 году они вместе обратились во Французскую федерацию регби и Шотландский регбийный союз с предложением создать особый кубок, который отметил бы столетие завершения Великой войны. Спортивные организации идею поддержали и к матчу между двумя сборными в рамкахКубка шести наций 2018 приз был уже готов. Перед началом встречи кубок представили президенты национальных регбийных союзов Бернар Лапорт и Роб Флокхарт, а на поле его вынесли потомки двух капитанов, 11-летние Лахлан Росс и Ромен Кабани.
Дизайн и создание кубка были доверены английскому производителю ювелирных изделий компании Thomas Lyte. Трофей представляет собой 60-сантиметровую чашу из стерлинга, на которой изображён узор из васильков и красных маков, символов памяти жертв Первой мировой войны во Франции и странах бывшей Британской империи соответственно. На кубке выгравирована надпись на английском и французском языках:
| IN MEMORY OF ERIC MILROY MARCEL BURGUN AND ALL FRENCH AND SCOTTISH RUGBY PLAYERS WHO FELL DURING WORLD WAR 1 | EN MÉMOIR D’ERIC MILROY, MARCEL BURGUN ET TOUS LES JOUEURS DE RUGBY FRANÇAIS ET ÉCOUSSAIS TOMBÉS AU COURS DE LA PREMIÈRE GUERRE MONDIALE |

## Матчи

### Общая статистика
| Место       | Сыграно матчей | Побед Франции | Побед Шотландии | Ничьих | Очков Франции | Очков Шотландии |
| ----------- | -------------- | ------------- | --------------- | ------ | ------------- | --------------- |
| Во Франции  | 1              | 1             | 0               | 0      | 27            | 10              |
| В Шотландии | 1              | 0             | 1               | 0      | 26            | 32              |
| Всего       | 2              | 1             | 1               | 0      | 53            | 42              |

### Результаты
| Год  | Дата       | Стадион                   | Хозяева   | Счёт  | Гости     | Обладатель трофея |
| ---- | ---------- | ------------------------- | --------- | ----- | --------- | ----------------- |
| 2018 | 11 февраля | «Мюррейфилд», Эдинбург    | Шотландия | 32:26 | Франция   | Шотландия         |
| 2019 | 23 февраля | «Стад де Франс», Сен-Дени | Франция   | 27:10 | Шотландия | Франция           |
| 2020 | 8 марта    | «Мюррейфилд», Эдинбург    | Шотландия |       | Франция   |                   |
| 2021 | 28 февраля | «Стад де Франс», Сен-Дени | Франция   |       | Шотландия |                   |